# 2007年歐洲足協圖圖盃
2007年歐洲足協圖圖盃（2007 UEFA Intertoto Cup）是歐洲足協第 13 屆舉行是次賽事，本屆賽事共有 50 個歐洲所屬球會參加，第三圈階段晉身的 11 支球隊可以出線參加歐洲足協盃外圍賽第二圈階段。所有比賽階段抽籤儀式於2007年4月23日在位於瑞士尼庸的歐洲足協總部進行。

## 第一圈
首回合於2007年6月23日至24日進行，次回合則於6月30日至7月1日進行。
| 哥利亞1     | 3–2         | 加布積       | 2–1  | 1–12        |
| 薩格勒布    | 2–2（客）   | 維拉斯尼亞   | 2–1  | 0–1         |
| 艾治拿斯    | 1–2         | 馬其頓尼亞   | 1–0  | 0–23        |
| 拜基卡拉    | 1–5         | 馬里博爾     | 0–3  | 1–2         |
| 辛特祖利亞1 | 4–6         | 斯拉域查     | 2–3  | 2–34        |
| 中歐地區    |             |              |      |             |
| 杜保爾      | 3–2         | 錫斯達方尼   | 3–0  | 0–2         |
| 薩克杜亞    | 4–3         | 艾拉華特     | 4–1  | 0–2         |
| 巴庫        | 2–2（1–3 ） | 達斯亞       | 1–1  | 1–1（加时） |
| 迪費丹治    | 0–5         | 施洛雲       | 0–2  | 0–3         |
| 北部地區    |             |              |      |             |
| 基福維利    | 2–1         | 甸拿堡       | 1–15 | 1–0         |
| 哈馬比      | 3–1         | 基卡拉斯域卡 | 1–06 | 2–1         |
| 漢卡        | 4–2         | TVMK塔林     | 0–07 | 4–2         |
| 華路亞      | 1–2         | 曲克城       | 0–2  | 1–0         |
| 維特拉      | 6–6（客）   | 拉尼利       | 3–1  | 3–58        |

1 由於蘇格蘭及挪威放棄參加，原空的藉位由羅馬尼亞及安道爾取代。

2 由於加布積的主場未能符合歐洲足協的標準，因此次回合改往樸高利卡的主場進行。

3 由於馬其頓尼亞的主場未能符合歐洲足協的標準，因此次回合改往華達的主場進行。

4 由於辛特祖利亞的主場未能符合歐洲足協的標準，因此次回合改往沙拉捷禾的主場進行。

5 由於基福維利的主場未能符合歐洲足協的標準，因此次回合改往連菲特的主場進行。

6 由於哈馬比的主場未能符合歐洲足協的標準，因此次回合改往AIK蘇納的主場進行。

7 由於洪卡的主場未能符合歐洲足協的標準，因此次回合改往阿里安斯的主場進行。

8 由於拉尼利的主場未能符合歐洲足協的標準，因此次回合改往卡馬頓的主場進行。

## 第二圈
首回合於2007年7月7日至8日進行，次回合則於7月14日至7月15日進行。
| 斯拉域查   | 0–3         | 加拉治     | 0–01         | 0–3         |
| 馬其頓尼亞 | 0–7         | 查洛摩亞   | 0–42         | 0–33        |
| 馬里博爾   | 2–5         | 古拿夏德   | 2–0          | 0–54        |
| 特拉布宗   | 10–0        | 維拉斯尼亞 | 6–0          | 4–0         |
| 海法馬卡比 | 2–2（2–3 ） | 哥利亞     | 0–2          | 2–0（加时） |
| 中歐地區   |             |            |              |             |
| 達斯亞     | 1–1（3–0 ） | 聖加倫     | 0–1          | 1–0（加时） |
| 沙勒格斯基 | 0–5         | 魯賓卡山   | 0–3          | 0–2         |
| 維也納迅速 | 3–2         | 施洛雲     | 3–1          | 0–1         |
| 祖奴摩勒斯 | 6–2         | 薩克杜亞   | 4–2          | 2–0         |
| 杜保爾     | 3–1         | 利巴域     | 1–1          | 2–0         |
| 北部地區   |             |            |              |             |
| 漢卡       | 3–3（客）   | 阿爾堡     | 2–25         | 1–1         |
| 維特拉     | 3–06        | 歷基亞     | 3–0（腰斬）6 |             |
| 真特       | 6–0         | 基福維利   | 2–0          | 4–07        |
| 曲克城     | 1–2         | 哈馬比     | 1–1          | 0–1         |

1 由於斯拉域查的主場未能符合歐洲足協的標準，因此首回合改往沙拉捷禾的主場進行。

2 由於馬其頓尼亞的主場未能符合歐洲足協的標準，因此首回合改往華達的主場進行。

3 由於查洛摩亞的主場未能符合歐洲足協的標準，因此次回合改往南夫堤克的主場進行。

4 由於古拿夏德的主場未能符合歐洲足協的標準，因此次回合改往貝爾格勒紅星的主場進行。

5 由於洪卡的主場未能符合歐洲足協的標準，因此首回合改往阿里安斯的主場進行。

6 由於在立陶宛首都維爾紐斯進行的首回次賽事中，歷基亞球迷在半場時衝入球場滋事，導致賽事被迫腰斬，最後歐洲足協判維特拉以3比0晉級。

7 由於基福維利的主場未能符合歐洲足協的標準，因此首回合改往卡馬森城的主場進行。

## 第三圈
首回合於2007年7月21日至22日進行，次回合則於同年7月28日至7月29日進行。在第三圈的十一支勝方球隊則可以出線2007年至2008年歐洲足協盃的第二圈資格賽。
| 古拿夏德   | 2–4       | 利亞拿       | 1–01 | 1–4（加时） |
| 查洛摩亞   | 0–2       | 森多利亞     | 0–12 | 0–1         |
| 哥利亞     | 2–2（客） | 馬德里體育會 | 2–1  | 0–1         |
| 加拉治     | 4–2       | 特拉布宗     | 2–1  | 2–1         |
| 中歐地區   |           |              |      |             |
| 杜保爾     | 2–0       | OFI克雷迪    | 1–0  | 1–0         |
| 達斯亞     | 1–5       | 漢堡         | 1–1  | 0–4         |
| 祖奴摩勒斯 | 1–3       | 朗斯         | 0–0  | 1–3         |
| 維也納迅速 | 3–1       | 魯賓卡山     | 3–1  | 0–0         |
| 北部地區   |           |              |      |             |
| 維特拉     | 0–6       | 布力般流浪   | 0–2  | 0–4         |
| 哈馬比     | 1–1（客） | 烏德勒支     | 0–03 | 1–1         |
| 真特       | 2–3       | 阿爾堡       | 1–1  | 1–2         |

1 由於古拿夏德的主場未能符合歐洲足協的標準，因此首回合改往貝爾格勒紅星的主場進行。

2 由於查洛摩亞的主場未能符合歐洲足協的標準，因此首回合改往南夫堤克的主場進行。

3 由於哈馬比的主場未能符合歐洲足協的標準，因此首回合改往AIK的主場進行。

## 外部連結
- 歐洲足協官方網站